# 吴立红

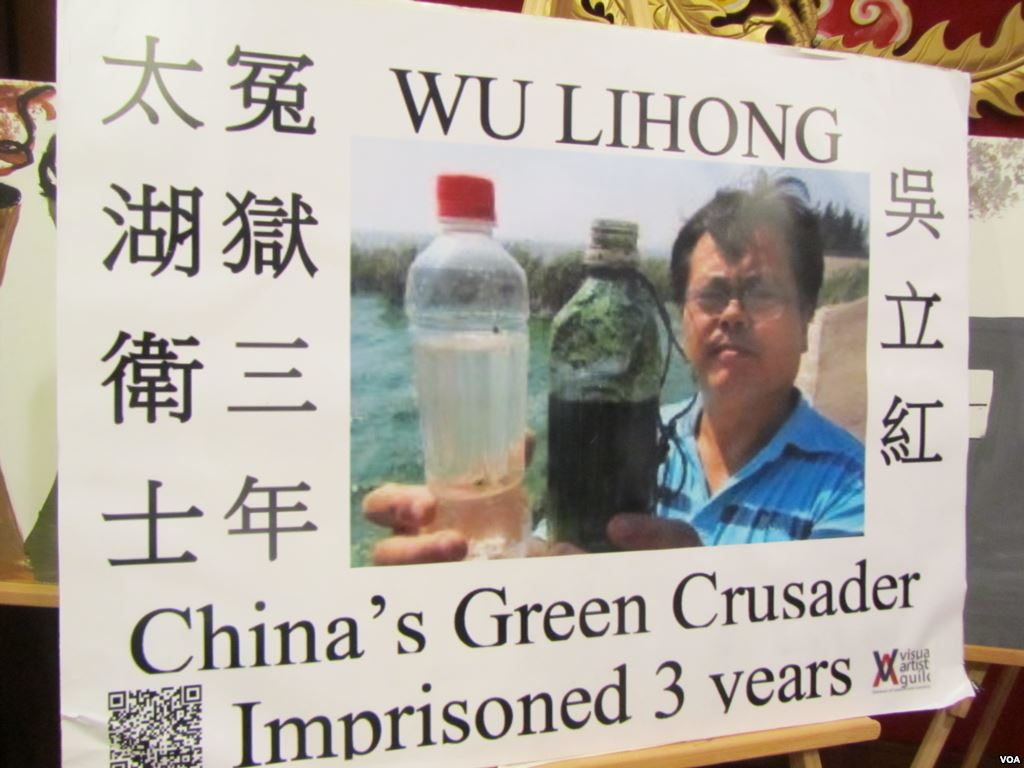

吴立红（1968年2月1日—），中国江苏省无锡市宜兴县周铁镇人，农民，民间自愿环境保护者。

## 生平
从1989年代末开始关注当地环境问题，1998年以来，公开不断向媒体和官方举报当地工厂污染太湖的情况。近十年来，他先后举报2000多家企业非法排污行为，其中200多家企业受到处罚。2005年被民众选为中央电视台“感动中国”候選人（吴是其中惟一的环保人士）、“中国十大环保人物”。他被中国媒体与民众誉为“环保斗士”、“太湖卫士”、“环保英雄”。2007年4月太湖蓝藻大爆发，水污染导致无锡二百多万人无干净清洁水饮用，一度造成人心惊惶。同年吴立红因莫须有“涉嫌敲诈”被拘捕并判处三年监禁，关押在宜兴市拘留所和宜兴市丁山监狱。2010年4月12日，吴立红刑满出狱。他对媒體表示在监禁期间受到殴打與虐待。

## 榮譽
- 2005年荣获中国十大民间环保杰出人物、感动中国[2]
- 2006年荣获美国 “福特汽车环保奖”
- 2007年荣获美国Conde Nast Traveler杂志世界环境人物冠军奖[3]
- 2008年荣获欧盟自由勋章[3]
- 2010年荣获“全球第62届艾美奖颁CELEBRITY绿色名人”
- 2013年荣获美国捍卫杰出言论自由奖[3]
- 2013年獲提名諾貝尔和平獎